# Агломерація Белу-Оризонті (мезорегіон)

Агломерація Белу-Оризонті на карті штату Мінас-Жерайс

Агломерація Белу-Оризонті (порт. Mesorregião Metropolitana de Belo Horizonte) — адміністративно-статистичний мезорегіон у Бразилії, входить у штат Мінас-Жерайс. Населення становить 6302 тис. чоловік на 2006 рік. Займає площу 39 486,678 км². Густота населення — 159,6 чол./км².

## Склад мезорегіону
В мезорегіон входять такі мікрорегіони:
1. Белу-Оризонті
2. Ітабіра
3. Ітагуара
4. Консейсан-ду-Мату-Дентру
5. Консельєйру-Лафайєті
6. Ору-Прету
7. Пара-ді-Мінас
8. Сеті-Лагоас

| Бразилія | Це незавершена стаття з географії Бразилії. Ви можете допомогти проєкту, виправивши або дописавши її. |